# Ecsenius aequalis
Ecsenius aequalis es una especie de pez de la familia Blenniidae en el orden de los Perciformes.

## Morfología
• Los machos pueden llegar alcanzar los 4,3 cm de longitud total.

## Reproducción
Es ovíparo.

## Hábitat
Es un pez de mar y de clima tropical y asociado a los  arrecifes de coral que vive entre 2-11 m de profundidad.

## Distribución geográfica
Se encuentra al norte de la Gran Barrera de Coral, el Mar del Coral e Islas Trobriand (Papúa Nueva Guinea ).